# Eutelia regalis
Eutelia regalis là một loài bướm đêm trong họ Noctuidae.